# Moreelsepark (sneltramhalte)
Moreelsepark was een halte van de Utrechtse sneltram. De halte was gesitueerd aan de oostzijde van het station Utrecht Centraal en fungeerde als eindhalte van zowel lijn 60 tussen Utrecht en Nieuwegein als lijn 61 tussen Utrecht en IJsselstein. De halte lag pal aan het streekbusstation. Deze halte zat dicht bij de hoofdkantoren van NS en ProRail en bij de overgangszone van Hoog Catharijne naar de rest van de binnenstad.

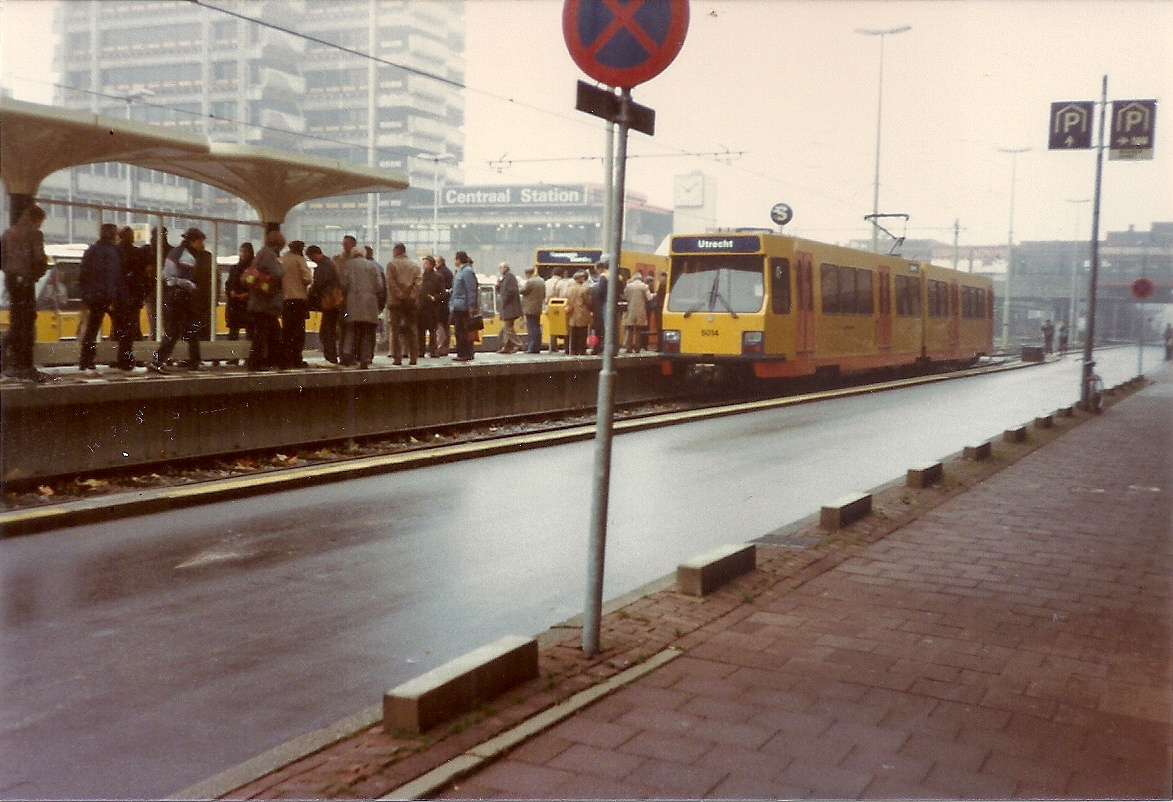
Voormalige sneltramhalte Moreelsepark in 1983.

De halte is genoemd naar het nabijgelegen Moreelsepark.
Door de werkzaamheden aan het stationsgebied is de halte per 13 december 2009 gesloten voor reizigers. Wel bleef een van de voormalige haltesporen in gebruik als keerspoor. In augustus 2010 is het perron van de voormalige halte afgebroken.
In het weekend van 18 tot 21 april 2013 is het baanvak tussen Graadt van Roggenweg en Moreelsepark gesloten, waarna het spoor verwijderd is. Hierdoor is ook het laatste herkenbare gedeelte van de halte, het keerspoor en de bovenleiding, in zijn geheel verdwenen.
Utrecht Centraal, Jaarbeursplein · Graadt van Roggenweg · 24 Oktoberplein-Zuid · Winkelcentrum Kanaleneiland · Vasco da Gamalaan · Kanaleneiland Zuid · P+R Westraven · Zuilenstein · Batau-Noord · Wijkersloot · Stadscentrum · Merwestein · Fokkesteeg · Wiersdijk · Nieuwegein-Zuid
Utrecht Centraal, Jaarbeursplein · Graadt van Roggenweg · 24 Oktoberplein-Zuid · Winkelcentrum Kanaleneiland · Vasco da Gamalaan · Kanaleneiland Zuid · P+R Westraven · Zuilenstein · Batau-Noord · Wijkersloot · Stadscentrum · St. Antonius Ziekenhuis · Doorslag · Hooghe Waerd · Clinckhoeff · Eiteren · Achterveld · Binnenstad · IJsselstein-Zuid